# 富克斯冰山麓
67°10′S 68°40′W / 67.167°S 68.667°W
富克斯冰山麓（Fuchs Ice Piedmont），是南極洲的冰山麓，位於帕默群島的阿德萊德島西岸，長130公里，在1909年由讓-巴蒂斯特·夏古率領的法國探險隊繪入地圖，現時由南極條約體系管理。